# Clasterosporium coccolobae
Clasterosporium coccolobae är en svampart som först beskrevs av F. Stevens & Dalbey, och fick sitt nu gällande namn av P.M. Kirk 1985. Clasterosporium coccolobae ingår i släktet Clasterosporium och familjen Magnaporthaceae.   Inga underarter finns listade i Catalogue of Life.